# Cassine anjouanensis
Cassine anjouanensis là một loài thực vật có hoa trong họ Dây gối. Loài này được (H.Perrier) Lobr.-Callen mô tả khoa học đầu tiên năm 1975.